# Fort Supply
Fort Supply és un poble dels Estats Units a l'estat d'Oklahoma. Segons el cens del 2000 tenia 328 habitants.

## Demografia
Segons el cens del 2000, Fort Supply tenia 328 habitants, 136 habitatges, i 98 famílies. La densitat de població era de 575,6 habitants per km².
Dels 136 habitatges en un 25,7% hi vivien nens de menys de 18 anys, en un 61,8% hi vivien parelles casades, en un 7,4% dones solteres, i en un 27,9% no eren unitats familiars. En el 27,2% dels habitatges hi vivien persones soles el 14% de les quals corresponia a persones de 65 anys o més que vivien soles. El nombre mitjà de persones vivint en cada habitatge era de 2,41 i el nombre mitjà de persones que vivien en cada família era de 2,91.
Per edats la població es repartia de la següent manera: un 24,4% tenia menys de 18 anys, un 7% entre 18 i 24, un 23,5% entre 25 i 44, un 27,4% de 45 a 60 i un 17,7% 65 anys o més.
L'edat mediana era de 41 anys. Per cada 100 dones de 18 o més anys hi havia 86,5 homes.
La renda mediana per habitatge era de 30.893 $ i la renda mediana per família de 37.500 $. Els homes tenien una renda mediana de 28.333 $ mentre que les dones 20.833 $. La renda per capita de la població era de 15.836 $. Entorn del 5,8% de les famílies i el 6,8% de la població estaven per davall del llindar de pobresa.

## Poblacions més properes
El següent diagrama mostra les poblacions més properes.